# Het Korfwater
Het Korfwater ist ein Weiler in der Gemeinde Schagen (bis Ende 2012 Zijpe) in der niederländischen Provinz Nordholland, der zwischen Petten und Sint Maartenszee südlich der beiden Forschungsreaktoren Petten des Energieforschungszentrums ECN in den Dünen liegt.